# Yu Won-jun
Yu Won-jun (1919-1998) est un acteur de cinéma nord-coréen qui a participé à plus de 100 films.
Yu Won-jun est né le 19 octobre 1919 à Hamhung. Il est le fils d'un conducteur de pousse-pousse. Il vit d'abord de petit boulots jusqu'à la libération où il est embauché comme acteur au théâtre d'art de la province du Hamgyong du Sud. Après avoir reçu le prix de la meilleure interprétation à un festival artistique, il est muté dans la capitale au théâtre d'état. 
Il débute avec le film Mon lieu natal où il incarne le personnage principal, Kwan Phil, un métayer persécuté pendant l'occupation japonaise. Il a ensuite joué dans La Jeune partisane, puis il a incarné un pasteur dans Les Choe Hak Sin, un commandant de l'armée dans Sous le brillant soleil, un chef d'équipe dans Aigles sur le pic, un propriétaire foncier dans Fils de la terre et Kim Ku dans Giron du grand homme.
Son dernier film est une série en 11 parties, La nation et les destins, où il tient le rôle de Kang Thae Gwan, un ouvrier alors qu'il était déjà gravement malade. Kim Won-jun est mort le 10 juin 1998. Il est lauréat de l'ordre de Kim Il-sung, héros du Travail et acteur du Peuple.
Yu Won-jun est le coréalisateur de La légende de Chunhyang, produit en 1980 et distribué en France en 2010.

## Référence
- Sim Hyon-jin, « Vedette inoubliable de l'écran », La Corée d'aujourd'hui no 7, 2012, page 40.